# Akbaba, Köse
Akbaba là một xã thuộc huyện Köse, tỉnh Gümüşhane, Thổ Nhĩ Kỳ. Dân số thời điểm năm 2008 là 160 người.